# ذرحان (همدان)
- يبلغ سكان القرية في عام 2016 حوالي 2970 نسمه
- يعمل معظم سكان القرية في الزراعة والسلك العسكري
- تمتاز الأراضي الزراعية بالخصوبة ويزرع السكان الحيوي كالذرة البيضاء والصفراء والقمح والفول والعدس والبازيلاء والشعير بمياه الأمطار والخضروات كالطماطم والجزر والبصل وبعض الفواكه كالخوخ والمشمش باستخدام مياه الري.

تعديل مصدري - تعديل

ذرحان هي إحدى قرى عزلة وادعة بمديرية همدان التابعة لمحافظة صنعاء، بلغ تعداد سكانها 1779 نسمة حسب تعداد اليمن لعام 2004.